# گنجشک پشت‌ساده
گنجشک پشت‌ساده (نام علمی: Passer flaveolus) نام یک گونه از سرده گنجشک‌های راستین است.